# 이사벨라주
이사벨라주(영어: Province of Isabela)는 필리핀 루손섬에 있는 지방인 카가얀밸리 지방에 속한 주로 주도는 일라간이며 인구는 1,593,566명(2015년 기준), 면적은 12,556.8 km2이다. 필리핀에서 두 번째로 면적이 큰 주이며 주 이름은 스페인의 이사벨 2세 여왕을 기리기 위해 붙여진 이름이다. 북쪽으로는 카가얀주, 남쪽으로는 누에바비스카야주와 아우로라주, 서쪽으로는 칼링가주, 마운틴주, 이푸가오주와 접하며 동쪽으로는 필리핀해와 접한다.

## 인구
| 연도                                    | 인구      | ±% p.a. |
| --------------------------------------- | --------- | ------- |
| 1903                                    | 76,431    | —       |
| 1918                                    | 112,960   | +2.64%  |
| 1939                                    | 219,864   | +3.22%  |
| 1948                                    | 264,495   | +2.07%  |
| 1960                                    | 442,062   | +4.37%  |
| 1970                                    | 648,123   | +3.90%  |
| 1975                                    | 730,386   | +2.43%  |
| 1980                                    | 870,604   | +3.57%  |
| 1990                                    | 1,080,341 | +2.18%  |
| 1995                                    | 1,160,721 | +1.35%  |
| 2000                                    | 1,287,575 | +2.25%  |
| 2007                                    | 1,401,495 | +1.18%  |
| 2010                                    | 1,489,645 | +2.24%  |
| 2015                                    | 1,593,566 | +1.29%  |
| 2020                                    | 1,697,050 | +1.24%  |
| Source: Philippine Statistics Authority |           |         |